# Local Color Fiction
Local Color Fiction (Lokalkolorit-Bewegung) ist ein Zweig der US-amerikanischen Literatur des 19. Jahrhunderts, die Regionaltypisches mit großer Detailtreue darstellte und damit neue sozialrealistische, naturalistische und sozialkritische Gestaltungselemente in die Literatur einbrachte, ohne auf sozialromantische und sentimentale Motive zu verzichten. Kennzeichnend sind u. a. die Verwendung von Dialekt sowie die präzise Beschreibung von Landschaften, Milieus und Folklore aus persönlicher Erfahrung der Autoren, so z. B. der Milieus von Goldgräbern oder Cowboys.

## Merkmale
Typisch für Local Color Fiction ist ein Setting, bei dem eine – häufig abgelegene – Region oder Landschaft eine zentrale Rolle spielt. Diese Regionen sind meist weit von den Zentren der Macht entfernt. Fragen politischer und ökonomischer Macht werden anders als im europäischen Realismus nicht diskutiert.
Die Charaktere sind durch die Region geprägt und eher stereotyp als individuell ausgearbeitet; sie sprechen oft Dialekt. Dabei treten exzentrische Charaktere auf, die karikaturhaft gezeichnet werden. Die Heroinen sind hingegen meist junge Frauen. Der Plot ist selten ausgeprägt; oft werden nur regionale Gebräuche (mit einer gewissen Nostalgie) oder auch irritierende Details geschildert. Gelegentlich wird der Widerstand gegen den von außen hereinbrechenden Wandel beschrieben, sind doch die Regionen trotz ihrer Isoliertheit vom ökonomischen Wandel betroffen (Goldrausch, Sklavenbefreiung, Eisenbahnbau, Einführung neuer Gebrauchsgegenstände und Techniken usw.). Der Erzähler nimmt dabei oft die Position eines weltläufigen Beobachters ein, der zum Beispiel durch eine unfreiwillige Unterbrechung seiner Reise genötigt wird, sich auf die regionalen Sitten einzulassen.